# Arcady Boytler
Arcady Arcadievic Boytler Rososky (Moscou, 31 d'agost de 1895-Ciutat de Mèxic, 24 de novembre de 1965) va ser un productor, guionista i director de cinema, millor conegut pels seus films durant l'Època d'Or del Cinema Mexicà.
Boytler va néixer a Moscou, Rússia. Durant els anys anys 20, va començar a fer comèdies mudes. Va ser col·laborador de Serguei Eisenstein, era anomenat «El Gall Rus», quan va arribar a Mèxic per a filmar La mujer del puerto (1934). El 1937 va filmar ¡Así es mi tierra!, que seguia el model de la pel·lícula clàssica de Fernando de Fuentes, Allá en el Rancho Grande.
Va morir a Ciutat de Mèxic d'una aturada cardíaca.

## Filmografia
Cinema a Mèxic
- Como yo te quería (1944) productor
- Amor prohibido (1944) director, productor i guionista
- Una luz en mi camino (1938) (aparició especial)
- El capitán aventurero (Don Gil de Alcalá) (1938) director i guionista
- Águila o sol (1937) director i guionista
- ¡Así es mi tierra! (1937) directori guionista
- Celos (1935) director, guionista i editor
- El tesoro de Pancho Villa (1935) director, guionista i editor
- Revista musical (1934) director
- La mujer del puerto (1934) director i editor
- Joyas de México (1933) director
- Mano a mano (1932) director i guionista
- Un espectador impertinente (1932) director, actor i guionista
- ¡Que viva México! (1930-32) extra

Cinema a Xile
- El buscador de fortuna (No hay que desanimarse) (1927) director i actor

Cinema a Alemanya
- Boytler Tötet Langeweile (1922) actor i director
- Boytler gegen Chaplin (1920) actor i director

Cinema a Rússia
- Arkadij Controller Spalnych Vagonov (ca. 1915) actor i director
- Arkadij Zhenitsa (ca. 1915) actor i director
- Arkadij Sportsman (ca. 1915) actor i director